# طراحی مبتنی بر مدل
طراحی مبتنی بر مدل (انگلیسی: Model-based design) یک روش ریاضی و گرافیکی است، که برای حل مشکلات مربوط به طراحی سیستم‌های کنترل پیچیده، پردازش سیگنال و اجرای سیستم‌های ارتباطی، مورد استفاده قرار می‌گیرد. طراحی مبتنی بر مدل، فرایندی برای طراحی و پیاده‌سازی سیستم‌های کنترل است که در آن، تمامی مراحل طراحی، پیاده‌سازی، تست و ارزیابی سیستم کنترل با استفاده از یک مدل نرم‌افزاری انجام می‌شود. این روش نخستین بار در دهه ۱۹۲۰ میلادی مطرح شد و امروزه در بسیاری از تجهیزات کنترل حرکت، تأسیسات و تجهیزات صنعتی، صنایع هوافضا و خودروسازی استفاده می‌شود.